# 14 de musical
14 de musical, met als ondertitel Een avond vol humor, nostalgie en héél veel Cruijff, is een voorstelling uit 2021 van Tom de Ket en Wolter Lommerde. De voorstelling ging in première op 25 september 2021 en liep tot 6 juli 2024 in het AFAS Theater in Leusden. De titel verwijst naar het vaste rugnummer van Johan Cruijff. In totaal is de musical 514 keer opgevoerd, en hoewel een groot deel van de cast regelmatig is gewisseld, bleef de hoofdrol drie jaar lang gespeeld door acteur Tobias Nierop.

## Verhaal
14 de musical gaat over het leven van de Nederlands voetballer Johan Cruijff. De musical laat zien hoe hij uitgroeit tot een wereldster en hoe zijn sportcarrière, zijn privéleven en het overlijden van zijn vader hem maakten tot wie hij was.

## AFAS
De première van de musical betekende tevens de opening van het nieuw gebouwde AFAS Theater in Leusden. Naast het bieden van entertainment bood de musical ook een bijdrage aan de sponsor- en marketingstrategie van AFAS Software. Het softwarebedrijf stond zelf aan de wieg van het idee voor de musical en de uitwerking en voorstelling vond plaats in het eigen theater. Met behulp van de musical is getracht om nieuwe doelgroepen te bereiken en om emotie aan het eigen merk te koppelen.

## Prijzen
De musical had tien nominaties voor de Musical Awards en verzilverde er een: Beste Nederlandse Oorspronkelijke Musical, zie de genomineerden en winnaars in 2022.

## Rolverdeling

### Hoofdrollen
| Rol                                   | Première cast (2021) | Cast II (2022)                 | Cast III (2023)       | Cast IV (2023)                 | Cast V (2024)                    |
| ------------------------------------- | -------------------- | ------------------------------ | --------------------- | ------------------------------ | -------------------------------- |
| Johan Cruijff                         | Tobias Nierop        | Tobias Nierop                  | Tobias Nierop         | Tobias Nierop                  | Tobias Nierop                    |
| Danny Cruijff                         | Myrthe Burger        | Myrthe Burger                  | Myrthe Burger         | Myrthe Burger                  | Myrthe Burger                    |
| Rinus Michels, Michael van Praag e.a. | Porgy Franssen       | Kees Boot, Peter Drost         | Han Oldigs, Kees Boot | Han Oldigs, Kees Boot          | Han Oldigs, Kees Boot            |
| Nel Cruijff e.a.                      | Gusta Geleijnse      | Anne-Marie Jung, Kim van Zeben | Kim van Zeben         | Kim van Zeben, Gusta Geleijnse | Anne-Marie Jung, Gusta Geleijnse |
| Cor Coster, Jan Mulder e.a.           | Pepijn Schoneveld    | Steyn de Leeuwe                | Robbert van den Bergh | Mitch Blaauw, Steyn de Leeuwe  | Mitch Blaauw                     |

### Ensemble
| Rol                                                | Première cast (2021)          | Cast II (2022)                        | Cast III (2023)               | Cast IV (2023)             | Cast V (2024)                 |
| -------------------------------------------------- | ----------------------------- | ------------------------------------- | ----------------------------- | -------------------------- | ----------------------------- |
| Klaas Nuninga, Arie Haan e.a.                      | Remco Sietsema                | Remco Sietsema                        | Remco Sietsema                | Remco Sietsema             | Remco Sietsema, Bart Sietsema |
| Piet Keizer                                        | Milan Sekeris                 | Justus van Dillen, Theo Martijn Wever | Theo Martijn Wever            | Nino Ruiter                | Nino Ruiter                   |
| Johan Neeskens, Gert Bals e.a.                     | Jeske Van de Staak            | Jeske Van de Staak                    | Jeske Van de Staak            | Liss Wallravens            | Liss Wallravens               |
| Sjaak Swart e.a.                                   | Sjoerd Spruijt                | Sjoerd Spruijt                        | Sjoerd Spruijt                | Sjoerd Spruijt             | Danny Westerweel              |
| Johnny Rep e.a.                                    | Eva van der Post              | Eva van der Post                      | Bente van den Brand           | Bente van den Brand        | Bente van den Brand           |
| Barry Hulshoff, Eunice Kennedy Shriver e.a.        | Joy Wielkens                  | Kiki Heus                             | Kiki Heus                     | Whitney Sawyer             | Whitney Sawyer                |
| Gerrie Mühren e.a.                                 | Mitch Wolterink               | Robbert van den Bergh                 | Aron Bruisten                 | Aron Bruisten              | Aron Bruisten                 |
| Ruud Krol e.a.                                     | Ruth Sahertian                | Natascha Molly                        | Melinda de Vries              | Melinda de Vries           | Melinda de Vries              |
| Wim Suurbier, Salo Muller, Willem van Hanegem e.a. | Wolter Weulink, Chiem Vreeken | Wolter Weulink                        | Wolter Weulink                | Tabi Awan                  | Tabi Awan                     |
| Joost, de gitarist                                 | Midas Treub                   | Midas Treub                           | Midas Treub                   | Midas Treub                | Midas Treub                   |
| Swing                                              | Chiem Vreeken                 | Zoï Duister                           | Aron Bruisten, Anouk Rietveld | Liss Wallravens, Tabi Awan | Liss Wallravens, Tabi Awan    |

## Makers
- Wolter Lommerde - producent
- Tom de Ket - script en regie, creatief producent
- Erik van der Horst - muziek
- Daan Wijnands - choreografie en staging